# NGC 1722
NGC 1722 est un amas ouvert associé à une nébuleuse en émission situé dans la constellation de la Dorade. Cette nébuleuse est également une région HII. Cet amas et cette nébuleuse sont situés dans le Grand Nuage de Magellan. NGC 1722 a été découvert par l'astronome écossais James Dunlop en 1826. 